# Tomaso Realfonzo

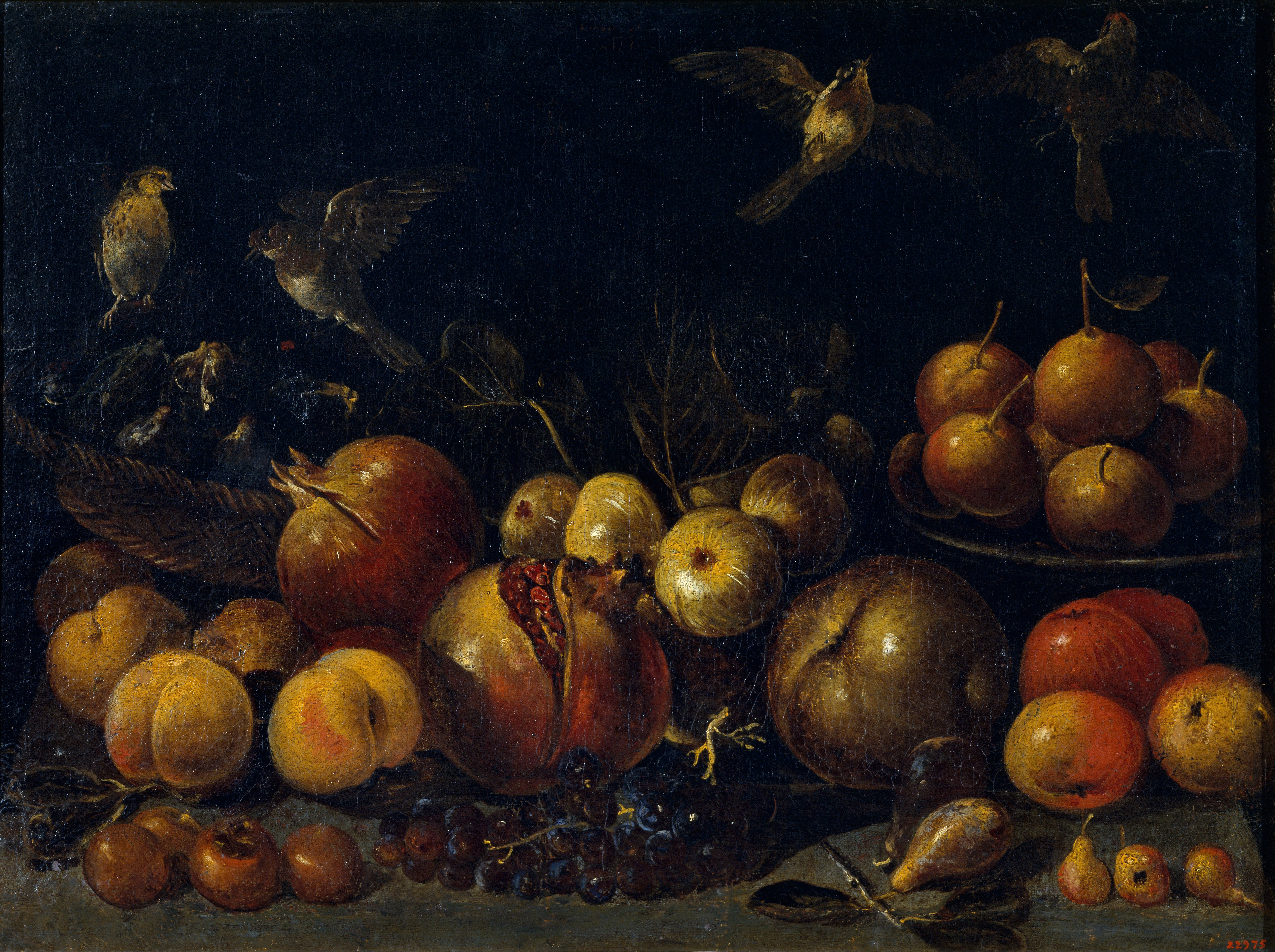
Natura morta amb magranes, pomes, peres, raïm, figues i ocells
Primera meitat del segle XVII

Tommaso Realfonzo, també anomenat Masillo,(Nàpols, 1677, aprox. 1743). fou un pintor italià que va estar actiu durant la primera meitat del s. XVIII, principalment a Nàpols. Alumne de Belvedere, va pintar natures mortes amb flors. També són destacats els seus quadres on es poden apreciar queviures o peces de caça.
El Museu Nacional d'Art de Catalunya en conserva dues obres seves.